# Opharus omissoides
Opharus omissoides là một loài bướm đêm thuộc phân họ Arctiinae, họ Erebidae.